# 樂市樂座
樂市·樂座是日本在16世紀至17世紀期間的戰國時代，由織田信長、豐臣秀吉及諸戰國大名在其領地城下町所推動的一項經濟政策。「樂」字指的是自由化之意，「座」則是指平安到戰國時代的工商業者或演藝人員組成的工會，她們向朝廷、貴族或寺院支付金錢，以換取獨家專賣或販賣權。
樂市樂座令最早由今川氏真以「五條定書」首創樂市鼓勵貿易，明確規定只要支付一定的費用，任何人都可以在富士大宮樂市自由買賣交易。一說此制度原本由近江（今日本滋賀縣）的戰國大名六角定賴頒布，但是六角氏的《江源武鑑》並沒有記載，因而有可能為石寺新市自行發布，而非領主大名下達的命令。信長隔年沿用之，並且推廣到其領地。住在「樂市」的人不僅可以免除稅金，連在領地內的通行安全也獲得保障。信長同時也廢除了收取通行費的關所，讓商人和旅行者能夠自由往來無阻。靠著這個政策的頒布推行，織田家的領國尾張（今日本愛知縣）便開始逐漸國富兵強，日益興盛。，有時為了搭配新領地的支配，織田信長也會承認原有的「座」之權力，像是攻下越前後，對當地的唐人座、輕物座就在徵收役錢後，允許其原有的管理權。事實上關所廢止是平定伊勢國之後的事；而最早廢除關所通行稅的是今川氏親於1526年制定的今川假名目錄第24條。